# Blue plaque

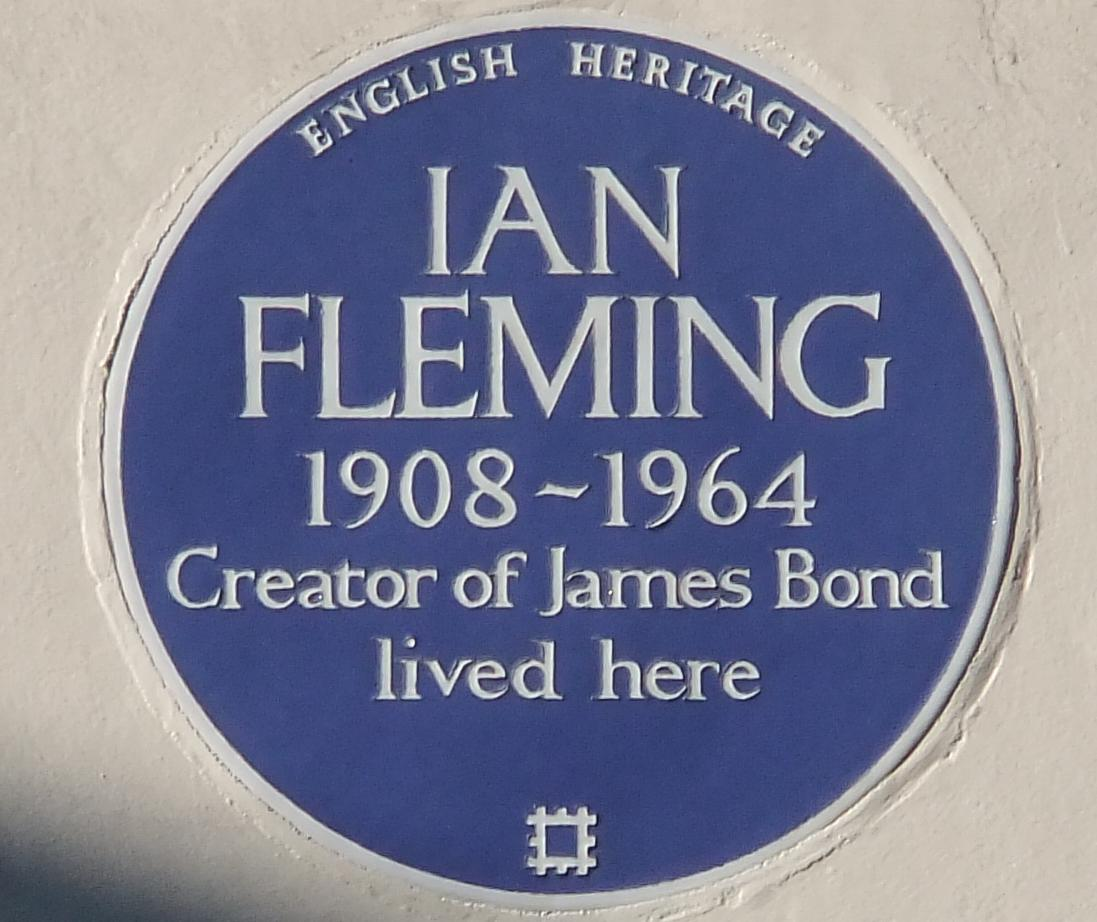
Plaque sur la demeure de Ian Fleming au 22 Ebury Street, dans le quartier londonien de Belgravia.

Une plaque bleue ou blue plaque est, au Royaume-Uni, une plaque commémorative permanente installée sur un bâtiment pour commémorer un lien avec une personnalité y ayant vécu ou un événement s'y étant déroulé.

## Histoire
Le principe est proposé pour la première fois en 1863 à la Chambre des communes par le député William Ewart et obtient un soutien immédiat avant sa création en 1866. La Société des Arts (qui devient par la suite Royal Society of Arts) administre les plaques de 1867 à 1901 avant d'être remplacée par le London County Council (1901–1965) puis par le Greater London Council, de 1965 à 1986. L'English Heritage en est l'administrateur depuis 1986.

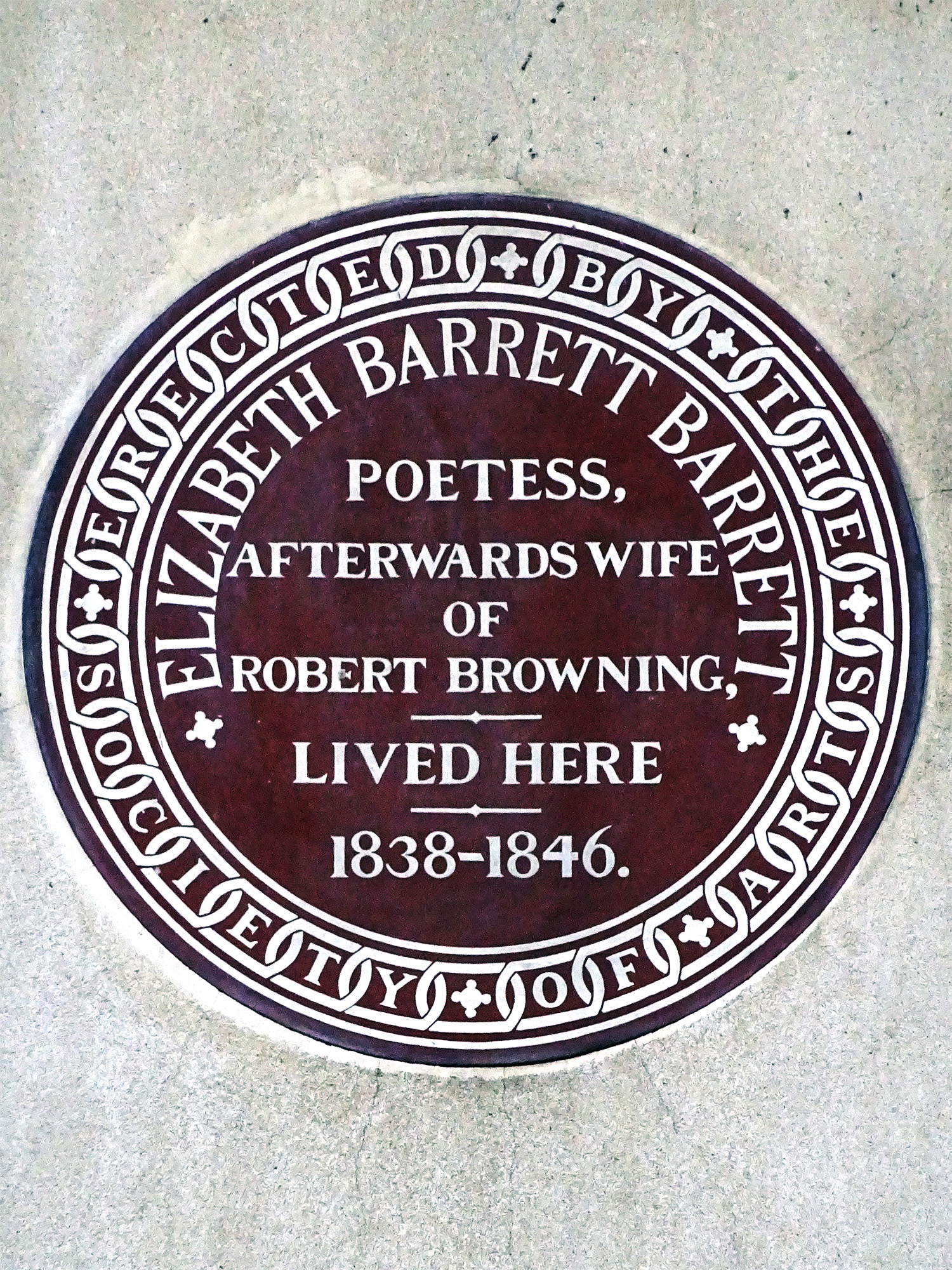
Plaque sur la demeure d'Elizabeth Barrett Browning au 50 Wimpole Street, dans le quartier londonien de Marylebone.

La première plaque apposée en 1867 commémore le séjour du poète Lord Byron au 24 Holles Street à Londres. La maison ayant été détruite en 1889, c'est la plaque concernant Napoléon III, posée la même année pour commémorer son passage à King Street en 1848, qui est aujourd'hui considérée comme la plus ancienne. La première plaque bleue dédiée à une femme est celle de l'actrice Sarah Siddons, installée en 1876 sur sa maison dans le quartier londonien de Marylebone ; en 1905 le bâtiment est démoli et la plaque transférée au Victoria and Albert Museum[réf. nécessaire].
Benjamin Franklin, David Garrick et Lord Nelson figurent parmi les premiers à avoir été ainsi honorés. 
Les plaques sont dès l'origine réalisées à la main par la manufacture de céramique Minton, Hollins & Co. Ce qu'on appelle aujourd'hui les « plaques bleues » sont en réalité fabriquées en terre cuite rouge, exception faite des toutes premières comme celle de Napoléon III. La technique de fabrication de la céramique avec le pigment bleu est considérée en effet comme trop coûteuse. Ce n'est qu'à partir de 1921 que la céramique de couleur bleue devient standard, les plaques étant dès lors réalisées par la manufacture Doulton.
L'administration par English Heritage ne s'applique pas à la Cité de Londres car la Corporation de la cité de Londres gère ses propres plaques (environ 170). Celles-ci sont rectangulaires au lieu de rondes, et sont marquées avec les armoiries de la Cité.

## Diffusion
La ville de Londres est la première ville à avoir formalisé cette pratique dans les pays anglophones et le principe existe désormais dans presque tous ces pays, y compris en Australie et aux États-Unis.
Pour qu'une nouvelle personnalité reçoive une plaque bleue à Londres, il ou elle doit satisfaire à ces critères : 
- être mort depuis plus de vingt ans ou avoir dépassé le centenaire de sa naissance. Les personnages de fiction ne sont pas éligibles ;
- être considéré comme éminent par une majorité de membres de sa propre profession ou avoir apporté une contribution exceptionnelle au bien-être ou au bonheur de l'humanité ;
- avoir vécu ou travaillé dans le bâtiment concerné à Londres (à l'exclusion de la City of London et de Whitehall) pendant une période significative, par la durée ou l'importance, au cours de sa vie et de son travail ;
- être reconnaissable par le passant bien informé, ou mériter une reconnaissance nationale.

En ce qui concerne les étrangers, ils doivent être renommés dans leur propre pays, ou mieux, avoir une renommée internationale.
L'installation d'une Blue plaque répond aux critères suivants :
- elle ne peut être installée que sur le bâtiment réel habité par une personnalité, pas le site où le bâtiment se trouvait, ni sur les bâtiments qui ont été modifiés radicalement ;
- elle ne peut être installée sur les murs mitoyens, les montants de porte externes, les édifices éducatifs ou ecclésiastiques ou les Inns of Court ;
- les bâtiments marqués par les plaques devraient visibles de la voie publique ;
- une personne seule ne peut pas être commémorée par plus d'une plaque bleue à Londres.